# غازي زعيتر
غازي دعّاس زعيتر، نائب في مجلس النواب اللبناني، والده النائب السابق محمد دعاس زعيتر.

## ولادته
ولد عام 1949 في بلدة القصر ـ الهرمل البقاع.

## دراسته
يحمل إجازة في الحقوق من جامعة بيروت العربية عام 1973.

## عمله
مارس مهنة المحاماة منذ تخرجه وحتى العام 1990 ميلادي.

## أسرته
متأهل من رلى عويدات ولهما ولدان. في فبراير 2025، قتل مسلحون من هيئة تحرير الشام خضر كرم زعيتر، ابن شقيقة لغازي زعيتر، بعد اختطافه من بلدته بلوزة داخل الأراضي السورية.

## في المناصب الرسمية
- شغل منصب محافظ النبطية من العام 1990 ميلادي وحتى العام 1995 ميلادي.

## في الوزارة
- عُيّن وزيرا للدفاع في حكومة الرئيس سليم الحص التي شكلها في العام 1998 ميلادي.
- عُيّن وزيرا للشؤون الاجتماعية في حكومة الرئيس عمر كرامي التي شكلها في العام 2004 ميلادي.
- عين في العام 2014 وزيرا للأشغال العامة و النقل.
- عين في العام 2016 وزيرا للزراعة

## في النيابة والسياسة
- ترشح للانتخابات النيابية في منطقة بعلبك ـ الهرمل في دورة 1992 ميلادي ولم يحالفه الحظ.
- تم انتخابه نائبا عن منطقة بعلبك - الهرمل (البقاع اللبناني) عن المقعد الشيعي في العام 1996 ميلادي.
- أعيد انتخابه مرة ثانية عن نفس المقعد في الأعوام، 2000، 2005 و2009 ميلادي.
- عضو كتلة التنمية والتحرير النيابية.